# Ун-Карыпсанъюган
Ун-Карыпсанъюган (устар. Ун-Карыпсан-Юган) — река в России, протекает по Белоярскому району Ханты-Мансийского АО. Устье реки находится в 11 км по правому берегу реки Карыпсанъюган. Длина реки составляет 14 км.

## Данные водного реестра
По данным государственного водного реестра России относится к Нижнеобскому бассейновому округу, водохозяйственный участок реки — Обь от впадения Иртыша до впадения реки Северная Сосьва, речной подбассейн реки — бассейны притока Оби от Иртыша до впадения Северной Сосьвы. Речной бассейн реки — (Нижняя) Обь от впадения Иртыша.
Код объекта в государственном водном реестре — 15020100112115300021552.